# Rattenberg (Tirol)
Rattenberg is een stad en zelfstandige gemeente in de Oostenrijkse deelstaat Tirol, en maakt deel uit van het district Kufstein. Het is de kleinste stad van Oostenrijk. De stad ligt aan de rivier de Inn.
Rattenberg telt 422 inwoners (2013).

## Foto's

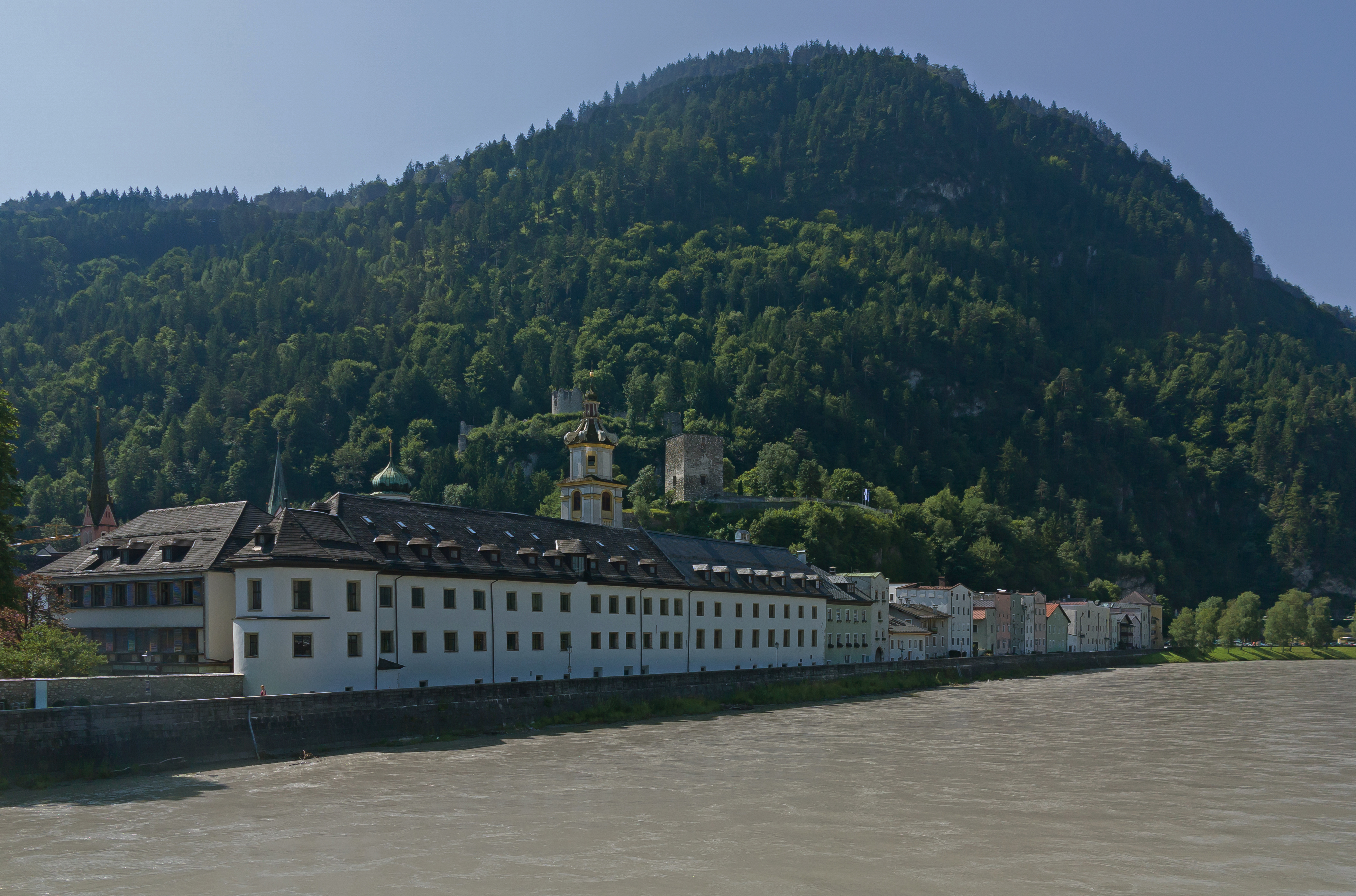
Stadszicht met Ehemalige Augustiner- Servitenkloster en Kirche Sankt Augustinus
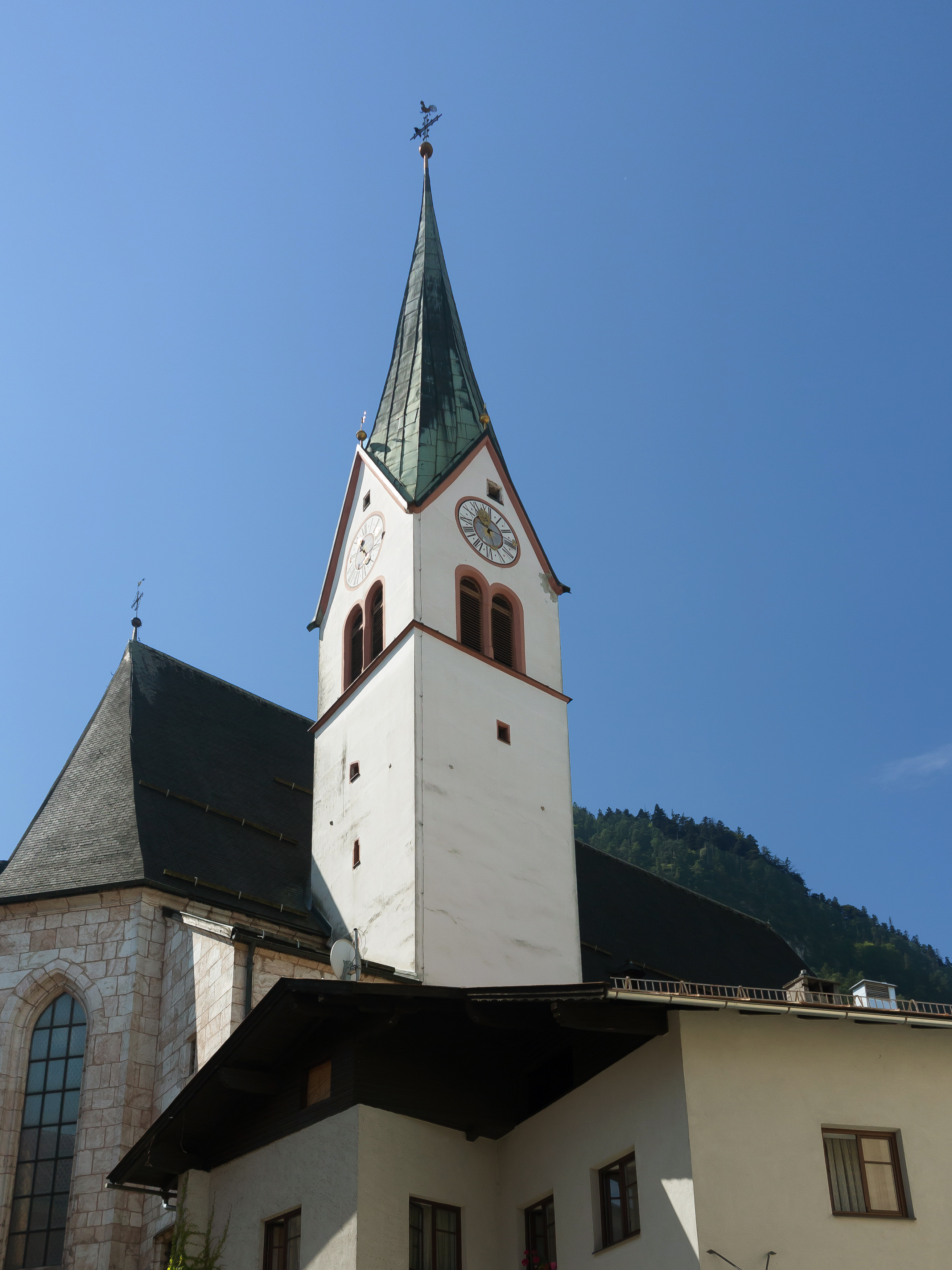
Kerktoren (die Katholische Pfarrkirche Sankt Virgil)
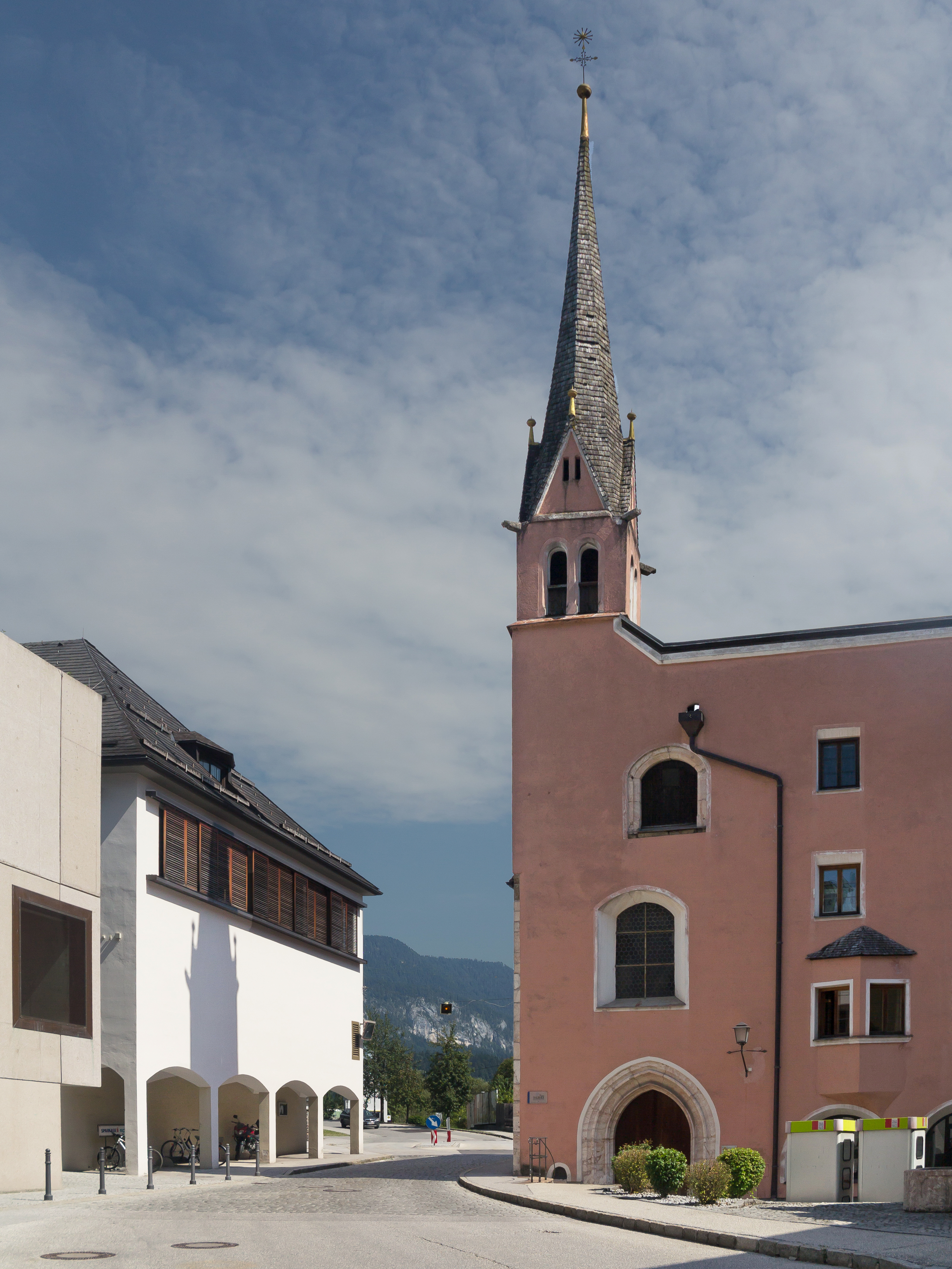
Kerk: Spitalkirche Heilige Geist
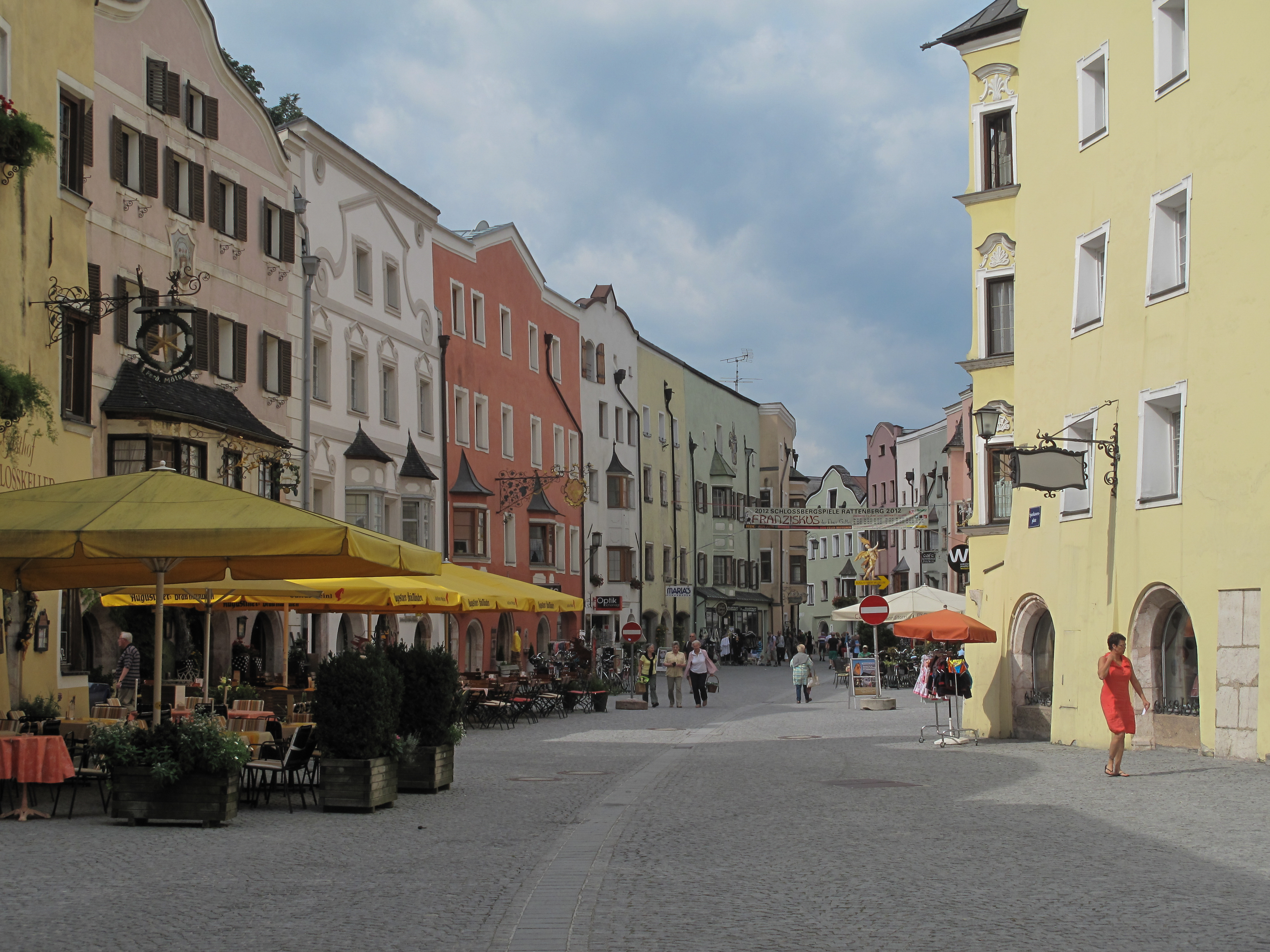
Straatzicht: Hassauerstrasse
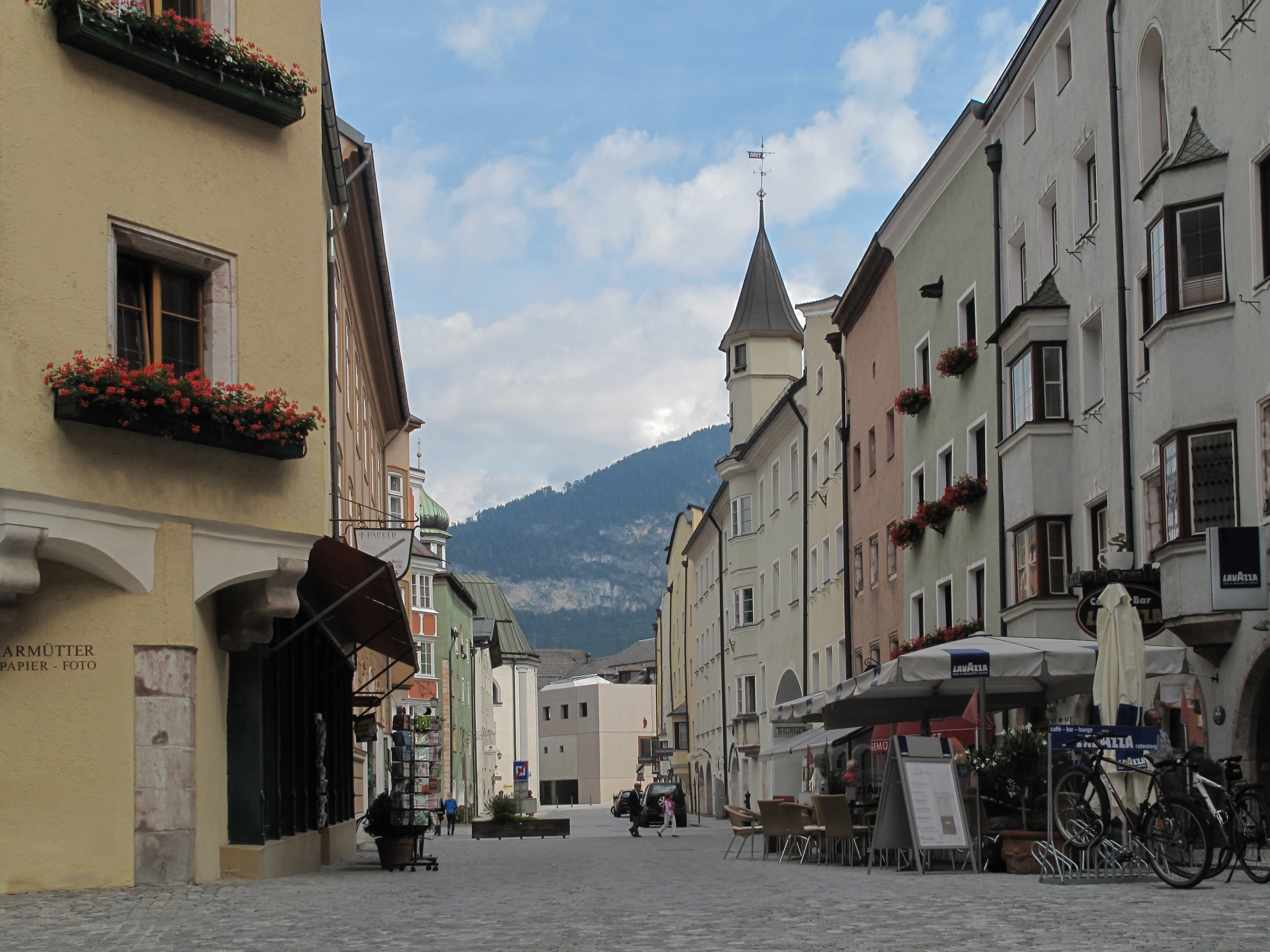
Straatzicht: Bienerstrasse-Hassauerstrasse

Alpbach · Angath · Angerberg · Bad Häring · Brandenberg · Breitenbach am Inn · Brixlegg · Ebbs · Ellmau · Erl · Kirchbichl · Kramsach · Kufstein · Kundl · Langkampfen · Mariastein · Münster · Niederndorf · Niederndorferberg · Radfeld · Rattenberg · Reith im Alpbachtal · Rettenschöss · Scheffau am Wilden Kaiser · Schwoich · Söll · Thiersee · Walchsee · Wildschönau · Wörgl
- Gemeinsame Normdatei: 4104909-3
- Library of Congress Control Number: n87903221
- MusicBrainz: 001a3c05-643f-4bb7-84c7-a42380a8a68c
- Nationale Bibliotheek van Tsjechië: ge1096095
- Nationale Bibliotheek van Israël: 987007562570305171
- Virtual International Authority File: 131446539
- WorldCat: E39PBJghrjtb7YKxHyDh4dj3cP